# Autonómia Dél-Tirolban

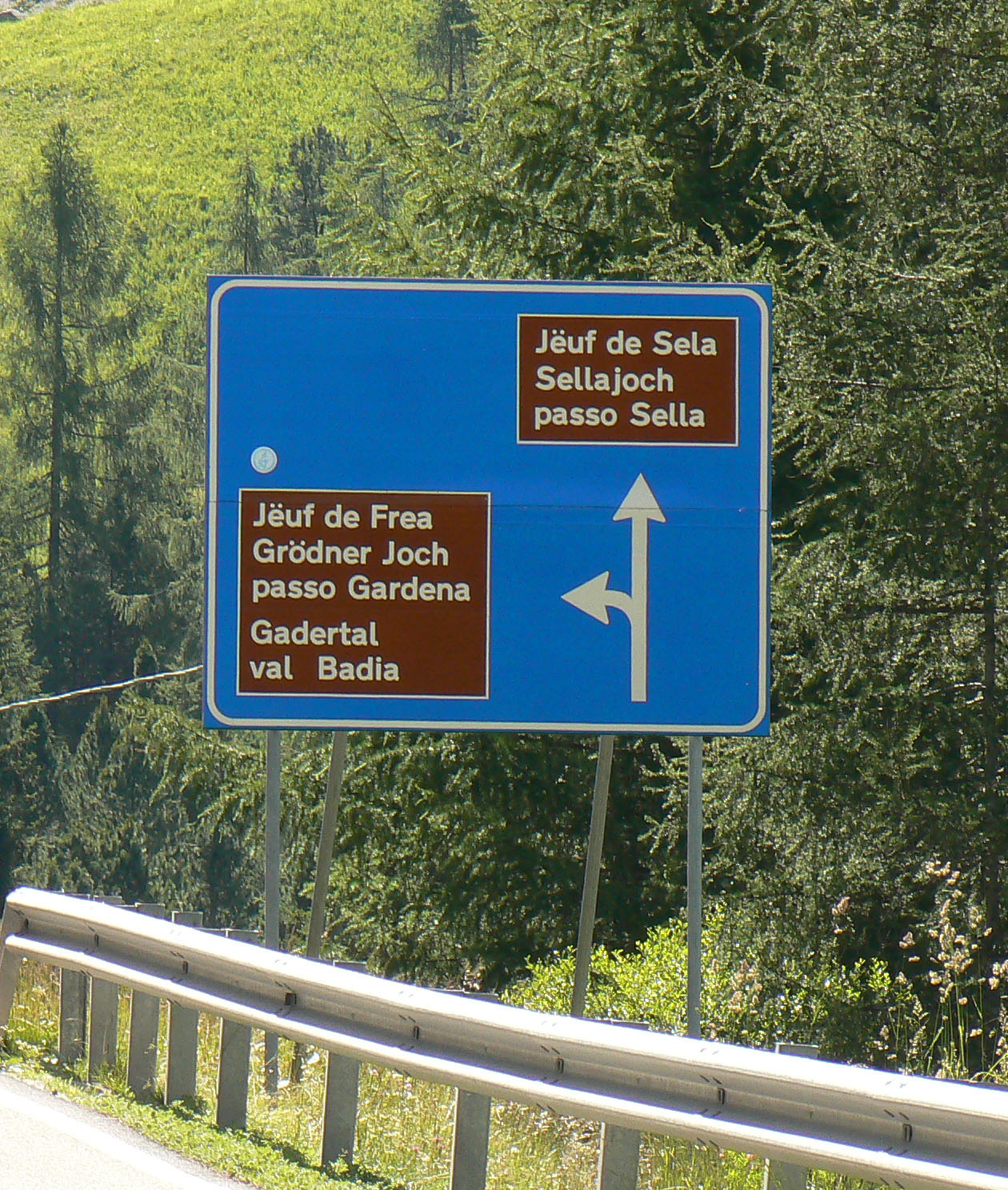
Háromnyelvű (ladin, német és olasz) közlekedési tábla Dél-Tirolban, a Grödeni-völgyben

Dél-Tirol autonómiája Olaszországban az olasz és az osztrák kormányok közti hosszú tárgyalások során alakult ki, amelyek folyamán Ausztria határozottan kiállt a Dél-Tirolban élő német nyelvűek jogaiért.

## Története
Dél-Tirolt, amely korábban az Osztrák–Magyar Monarchiához, ezen belül Ausztriához tartozott, az első világháborút lezáró békeszerződések juttatták Olaszországnak. Az olaszok politikája a többségében német anyanyelvűek által lakott régióban az etnikai arányok megváltoztatására törekedett az olaszok javára.
Az osztrák tiltakozások évtizedei és a második világháború után a két ország külügyminiszterei 1946. szeptember 5-én aláírták Dél-Tirolról a Gruber–De Gasperi-egyezményt, amely szavatolta a német kisebbség számára a törvényhozói és végrehajtói autonómiát Bozen (Bolzano) tartományra. Az olaszok azonban úgy kerülték ki ennek végrehajtását, hogy 1948-ban Bozent egyesítették az olasz nyelvű Trentino tartománnyal. Az így létrejött Trentino-Alto Adige tartomány ugyan szintén autonómiát kapott („első autonómia-statútum”), az etnikai arányok viszont az egyesítéssel úgy megváltoztak, hogy az egyezmény gyakorlatilag értelmét vesztette.
Ezután még több évtizedig folyt a Dél-Tirol vita, mert a régió kisebbségi lakói és Ausztria nem nyugodtak bele az olaszok teremtette helyzetbe. Ausztria Dél-Tirol ügyében többször az ENSZ közgyűléséhez fordult panasszal. A nyomás alatt az olasz parlament végül 1971. november 10-én megszavazta a valódi kisebbségi területi autonómiát megteremtő „második autonómia-statútumot”, más néven „Dél-Tirol törvénycsomagot” (Südtirol-Paket).

## Az autonómiajogok
Dél-Tirol saját helyi parlamentet (Landtag) és közigazgatási végrehajtó szervet (Landesregierung) kapott. A parlamentben (regionális tanács) az olasz és a német képviselők száma egyenlő, elnökei felváltva olaszok és németek.
Az alkotmány, az olasz jogrend alapelvei, a nemzetközi kötelezettségek és a nemzeti érdekek szabják meg a háromszintű autonómiajogokat: a régió teljes, rész- és a kiegészítő illetékességekkel rendelkezik. A helyi törvényhozó hatalom teljes hatáskörei olyan területeket érintenek, amelyek fontosak a kisebbség önazonosságának megőrzésében (helyi közigazgatási szervek megszervezése, a helységnevek meghatározása, kötelező kétnyelvű helységnévtáblák, a népművészetek, helyi hagyományok ápolása, kulturális és tömegtájékoztatási intézmények működtetése, oktatási és szociális ügyek stb.).
Az autonómia-statútum alapján a lakásépítési támogatásokat, a bérlakásokat és a közszférában a munkahelyeket az egyes településen élő népcsoportok arányában osztják el.
A német és az olasz nyelv a hivatalokban egyenlő rangú. Köztisztviselő eleve nem lehet, aki nem rendelkezik mindkét nyelven nyelvvizsgával. Ha valamelyik nyelvcsoport úgy érzi, valamely jogszabály sérti, a regionális tanácsban vagy a tartományi tanácsban kérheti az „anyanyelvi szempontok szerinti szavazást”, illetve ilyen ügyekben a Bolzanóban működő Közigazgatási Bírósághoz is lehet fordulni. A tartományok az Alkotmánybírósághoz is fordulhatnak ilyen ügyekben.

### A teljes hatáskör területei
- kultúra
- területgazdálkodás
- környezetvédelem
- vízgazdálkodás
- lakásépítés
- vásár és piac
- bányászat
- földművelés
- vadászat, halászat
- ipar
- kereskedelem
- idegenforgalom
- közgondozás
- szakmai képzés
- óvodák.

### Részhatáskörök
A részhatásköröket az állami törvények korlátozhatják. Ezek:
- nemzetközi kapcsolatok
- iskolaügy
- kutatás
- egészségügy, táplálkozás
- sport
- külkereskedelem
- szállítási hálózat, repülőterek
- helyi rendőrség.

### Kiegészítő illetékesség
A kiegészítő hatáskörökben tartományi szinten kiegészíthetik az állami szintű törvényeket, például a munkaközvetítésben.